# Mrzygłód (gmina w województwie częstochowskim)
Mrzygłód – dawna gmina wiejska, istniejąca w latach 1915–1916, 1919–1954 i 1973–1976 w Kieleckiem i Katowickiem (dzisiejsze woj. śląskie). Siedzibą gminy był Mrzygłód (obecnie dzielnica Myszkowa).

## I wojna światowa
Gmina Mrzygłód została utworzona po raz pierwszy w 1915 roku w powiecie będzińskim przez niemieckie władze okupacyjne z miejscowości, należących uprzednio do Królestwa Polskiego pod zaborem rosyjskim:
- Mrzygłód (z folwarkiem Papiernia) i Mrzygłódka z gminy Poręba Mrzygłodzka,
- Kosowska Niwa, Kręciwilk i Nierada z przedzielonej granicą okupacyjną gminy Włodowice (miejscowości te włączono 27 lutego 1915 przejściowo  do gminy Poręba Mrzygłodzka[5]),
- Ciszówka z przedzielonej granicą okupacyjną gminy Żarki (miejscowość tę włączono 27 lutego 1915 przejściowo do gminy Poręba Mrzygłodzka[5]).

W 1916 roku gminę Mrzygłód przekształcono w miasto, liczące w tymże roku 4348 mieszkańców i posiadające 2 szkoły.

## Polska, pierwsza odsłona
Po odzyskaniu niepodległości, władze polskie nie uznały Mrzygłodu za miasto (w przeciwieństwie do Czeladzi i Zawiercia), a utworzoną przez Niemców jednostkę miejską przekształcono z powrotem w gminę wiejską Mrzygłód, obejmującą jednak tylko obszary należące uprzednio do gminy Poręba Mrzygłodzka, czyli  Mrzygłód (z folwarkiem Papiernia) i Mrzygłódkę. Pozostałe miejscowości powróciły do swoich przedwojennych gmin (Kosowska Niwa, Kręciwilk i Nierada do gminy Włodowice, a Ciszówka do gminy Żarki). Dopiero 1 stycznia 1924 Kosowską Niwę, Kręciwilk i Nieradę włączono z powrotem do gminy Mrzygłód kosztem gminy Włodowice (jedynie Ciszówka nie powróciła do gminy Mrzygłód, pozostając w granicach gminy Żarki do 1 października 1927, kiedy to włączono ją do nowo utworzonej gmina Myszków).
Gmina weszła w skład powiatu będzińskiego w woj. kieleckim. 1 stycznia 1927 roku gmina weszła w skład nowo utworzonego powiatu zawierciańskiego w tymże województwie. Po wojnie gmina przez bardzo krótki czas zachowała przynależność administracyjną, lecz już 18 sierpnia 1945 roku została wraz z całym powiatem zawierciańskim przyłączona do woj. śląskiego (od 6 lipca 1950 roku pod nazwą woj. katowickie, a od 9 marca 1953 jako woj. stalinogrodzkie). 
Według stanu z dnia 1 lipca 1952 roku gmina składała się z 5 gromad: Kosowska Niwa, Kręciwilk, Mrzygłód, Mrzygłódka i Nierada. Jednostka została zniesiona 29 września 1954 roku wraz z reformą wprowadzającą gromady w miejsce gmin.

## Polska, druga odsłona
Gmina została reaktywowana 1 stycznia 1973 roku w powiecie myszkowskim w woj. katowickim. 1 czerwca 1975 roku gmina weszła w skład nowo utworzonego woj. częstochowskiego. 15 stycznia 1976 roku gmina została zniesiona przez połączenie z dotychczasową gminą Włodowice w nową gminę Włodowice, oprócz sołectwa Będusz, które włączono do miasta Myszków.
1 grudnia 1983 z gminy Włodowice wyłączono wsie Kręciwilk, Mrzygłód, Mrzygłódka i Nierada, włączając je do Myszkowa.